# アーサー・ロストロン
アーサー・ヘンリー・ロストロン卿（Sir Arthur Henry Rostron、1869年5月14日-1940年11月4日）
は、イギリスの船員、海軍軍人。1912年にタイタニック号が沈没した際に救助に当たったことで有名である。
1912年に沈没したタイタニック号の救助に当たり、アメリカの大統領ウィリアム・タフトにホワイトハウスへ招待され、議会名誉黄金勲章を授与された。